# شيريل وايت (فارسة)
شيريل وايت (المولودة في 29 أكتوبر 1953، والمُتوفاة في 20 سبتمبر 2019) هي أول فارسة سباق خيول أمريكية من أصل أفريقي وأول امرأة تعمل كمضيفة سباق خيول في كاليفورنيا.

## الظهور الأول
حصلت شيريل وايت على ترخيص للفروسية في ثيستلداون في شمال راندال بأوهايو، عندما كان عمرها 17 عامًا، وبدأت مسيرتها المهنية في ركوب الخيل تحت إشراف والدها، المدرب ريموند وايت في يونيو 1971. احتلت شيريل المركز الحادي عشر في سباقها الأول على مهرة اسمها ايس ريوارد (بالانجليزية Ace Reward).
حصلت شيريل على أول فوز لها كفارسة في 3 سبتمبر 1971، حيث امتطت الخيل جيتولارا للفوز فيسباق ووترفورد بارك (المعروف الآن باسم ماونتينير بارك) في تشيستر بولايةفيرجينيا الغربية.
حظي ظهور شيريل لأول مرة على المضمار باهتمام كبير. غطت الصحف الوطنية ظهورها الأول كفارسة،  وظهرت على غلاف عدد 29 يوليو 1971 من مجلة جيت.

## الحياة المهنية
يُنسب إلى شيريل وايت 226 فوزًا وأرباحًا قدرها 762.624 دولارًا أمريكيًا في سباقات الخيول الأصيلة، ولكن مسيرتها المهنية شملت أيضًا سباقات كوارتر هورس، والسباقات العربية، وسباقات باينت، وسباقات خيل الأبالوزا. تُقدر السباقات التي فازت بها بوالي 750 سباقًا. وبصفتها متسابقة في سباقات الخيول الأصيلة، أصبحت شيريل أول امرأة تفوز بسباقين في نفس اليوم في ولايتين في عام 1971 عندما فازت في ثيستلداون ثم في وترفورد. كما كانت أيضًا أول فارسة تفوز بخمسة سباقات في يوم واحد، وقد حققت هذا الإنجاز في 19 أكتوبر 1983 في معرض فريسنو .
بصفتها متسابقة في سباقات خيل الأبالوزا، كانت شيريل أول امرأة تفوز بجائزة سباق الخيول العام في نادي سباقات خيل الأبالوزا، وسجلت اللقب في عام 1977، ثم مرة أخرى في أعوام 1983 و1984 و1985. وأُدرجت في قاعة مشاهير أبالوسا في  2011.
بعد اجتياز امتحان ستيوارد بورد التابع لسباق الخيل في كاليفورنيا في عام 1991، تقاعدت شيريل وايت من ركوب الخيل في عام 1992 لتصبح مسؤولة عن إدارة السباقات، ولكنها عادت إلى للظهور في حدث أقامته منظمة بيمليكو لسباقات الخيل من 2010 إلى 2014. كان سباقها الأخير على متن ماكو سباسيس في حدث بيمليكو في 2014.

## الموت والإرث
وُلدت شيريل وايت في كليفلاند بأوهايو، وتٌوفيت في 20 سبتمبر 2019، عن عمر يناهز 65 عامًا، في يونجستاون بأوهايو. وقال شقيقها ريموند وايت جونيور في بيان صحفي أعلن فيه عن وفاتها: "لم تكن شيريل أبدًا مروجًا ذاتيًا عظيمًا، ولم تكن مهتمة بسياسة السباق". ولم تفهم ما أنجزته. ولا أعلم أنها فهمت أهميتها أو مكانتها في التاريخ."